# Edward Dmytryk
Edward Dmytryk (Grand Forks, Canadá, 4 de septiembre de 1908-Encino, Estados Unidos, 1 de julio de 1999) fue un director de cine estadounidense de origen ucraniano. Dmytryk fue uno de los componentes de los Diez de Hollywood, la Lista negra de la industria del cine que se creó durante la caza de brujas del maccarthismo.

## Vida y carrera
Aunque nacido en Grand Forks, Canadá, Dmytryk creció en San Francisco cuando sus padres ucranianos se trasladaron a los Estados Unidos. No fue hasta los 31 años cuando se nacionalizó estadounidense. 
Sus mejores películas antes del periodo maccarthista fueron Encrucijada de odios, por la que recibió una nominación a los Oscars a la mejor dirección, e Historia de un detective, la adaptación cinematográfica de la novela de Raymond Chandler.

### Lacaza de brujas
Compareció ante la Comisión de Actividades Antiamericanas (HUAC), donde rechazó cooperar, por lo que fue enviado a la cárcel. Después de permanecer varios meses en prisión, Dmytryk tomó la decisión de testificar nuevamente y dar nombres de miembros del Partido Comunista Americano. El 25 de abril de 1951, Dmytryk aparecería en la HUAC por segunda vez confesando su pertenencia al partido comunista durante un breve periodo de 1945 y donde también confesó el nombre de 26 miembros de grupos de izquierdas como John Howard Lawson, Adrian Scott, Albert Maltz. Respecto a estos últimos, Dmytryk denunció sus presiones para incorporar mensajes propagandísticos de izquierdas en sus películas.

### Exilio y grandes películas
Después de estos hechos, Dmytryk se trasladó al Reino Unido, donde trabajaría junto a Stanley Kramer como productor en la realización de El motín del Caine. A pesar de su exilio, trabajó para los grandes estudios como Columbia, 20th Century Fox, MGM y Paramount Pictures, en películas como, entre otras, La mano izquierda de Dios (1955), El árbol de la vida (1957) y El baile de los malditos (1958). 
En sus películas intervinieron grandes estrellas de la época como Humphrey Bogart, Clark Gable, Gene Tierney, Spencer Tracy, Elizabeth Taylor, Bette Davis, Montgomery Clift o Marlon Brando. Con Barbara Stanwyck rodó la atrevida película Walk On The Wild Side (La gata negra), primera donde se aludía claramente al lesbianismo.

### Últimos años
En la década de los 70, su carrera entró en un cierto declive por lo que optó por impartir clases en la Universidad de Texas, y en la Universidad de California del Sur, a la vez que escribió numerosos libros de dirección hasta su muerte en 1999 a los 90 años.

## Filmografía
- Los hijos de Hitler (1942) (Hitler’s Children).
- Captive Wild Woman (1943)
- A siete millas de Alcatraz (1942) (Seven Miles from Alcatraz)
- Compañero de mi vida (1943) (Tender Comrade)
- Tras el sol naciente (1943) (Behind the Rising Sun)
- Historia de un detective (1944) (Murder, My Sweet)
- Venganza (1945) (Cornered)
- La patrulla del coronel Jackson (1945) (Back to Bataan)
- Hasta el fin del tiempo (1946) (Till the End of Time)

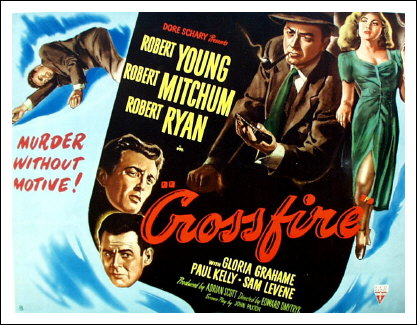
Cartel de la película Crossfire (1947).

- Encrucijada de odios (1947) (Crossfire)
- Obsesión (1949) (The Hidden Room)
- Eight Iron Men (1952)
- The Sniper (1952)
- Hombres olvidados (1953) (The Juggler)
- Broken Lance (1954)
- El motín del Caine (1954) (The Caine Mutiny)
- Vivir un gran amor (1954) (The End of the Affair)
- La mano izquierda de Dios (1955) (The Left Hand of God)
- Cita en Hong Kong (1955) (Soldier of Fortune)
- El árbol de la vida (1956) (Raintree County)
- La montaña siniestra (1956) (The Mountain)
- El baile de los malditos (1958) (The Young Lions)
- El hombre de las pistolas de oro (1959) (Warlock)
- El hombre que no quería ser santo (1962) (The reluctant saint)
- La gata negra (1962) (Walk on the Wild Side)
- Los insaciables (1964) (The Carpetbaggers)
- A donde fue el amor (1964) (Where Love Has Gone)
- Espejismo (1965) (Mirage)
- Alvarez Kelly (1966) (Alvarez Kelly)
- Shalako (1968) (Shalako)
- La batalla de Anzio (1968) (Anzio)
- Barba Azul (1972) (Bluebeard)
- Víctimas del terrorismo (1975) (The Human Factor)

## Premios y distinciones
Premios Óscar
| Año  | Categoría      | Película             | Resultado |
| ---- | -------------- | -------------------- | --------- |
| 1948 | Mejor Director | Encrucijada de odios | Nominado  |

Festival Internacional de Cine de San Sebastián
| Año  | Categoría                         | Película  | Resultado |
| ---- | --------------------------------- | --------- | --------- |
| 1965 | Concha de Oro a la mejor película | Espejismo | Ganador   |

Festival Internacional de Cine de Cannes
| Año  | Categoría         | Película             | Resultado |
| ---- | ----------------- | -------------------- | --------- |
| 1947 | Mejor film social | Encrucijada de odios | Ganador   |

Festival Internacional de Cine de Venecia
| Año  | Categoría         | Galardonado      | Resultado |
| ---- | ----------------- | ---------------- | --------- |
| 1950 | Premio Passinetti | Give Us This Day | Ganador   |